# Antonio Luna (voetballer)
Antonio Manuel Luna Rodríguez (Son Servera, 17 maart 1991) is een Spaans voetballer die doorgaans als linksback speelt.

## Clubcarrière
Luna komt uit de jeugdopleiding van Sevilla. Op 15 en 19 mei 2010 speelde hij zijn eerste twee officiële wedstrijden voor Sevilla. In de eerste wedstrijd speelde hij 90 minuten mee tegen UD Almería. Die wedstrijd werd gewonnen met 3-2, waardoor Sevilla zich kwalificeerde voor de voorronde van de UEFA Champions League. Vier dagen later won hij met Sevilla de finale van de Copa del Rey met 2-0 van Atlético Madrid. Op 19 januari 2011 besloot Sevilla om Luna bij gebrek aan speelminuten zes maanden uit te lenen aan UD Almería. Hij kon echter niet vermijden dat Almería na vier jaar degradeerde uit de Primera División. Tijdens het seizoen 2011/12 speelde hij 14 wedstrijden voor Sevilla. Hij scoorde zijn eerste doelpunt voor de Andalusiërs tegen Málaga CF. In januari 2013 werd hij opnieuw uitgeleend, ditmaal aan RCD Mallorca. Daarmee keerde hij terug naar de Balearen, de eilandengroep waar hij het levenslicht zag. Hij speelde 11 competitiewedstrijden voor Mallorca maar kon niet vermijden dat ook zij degradeerden uit de hoogste reeks van het Spaanse voetbal.
Op 20 juni 2013 bevestigde Aston Villa de komst van Luna, die een driejarig contract tekende op Villa Park.  Hij debuteerde op 17 augustus 2013 in de Premier League tegen Arsenal. Aston Villa won met 1-3 in het Emirates Stadium en Luna scoorde een van de drie doelpunten voor The Villans. Vier dagen later scoorde hij een eigen doelpunt tegen Chelsea op Stamford Bridge.  Op 5 augustus 2014 werd hij uitgeleend aan Hellas Verona, een Italiaanse ploeg uit de Serie A.  Maar hij kreeg er geen enkele speelminuut en daarom werd hij tijdens de winterstop verhuurd aan Spezia Calcio een Italiaanse ploeg uit de Serie B.  Na dit seizoen ontbond hij zijn contract met de Engelse ploeg.
Hij keerde terug naar zijn vaderland en tekende op 9 juli 2015 een tweejarig contract bij SD Eibar, een ploeg uit de Primera División.  Hij zou er twee seizoenen blijven.
Na zijn contract zou hij op 11 juli 2017 transfervrij overstappen naar de nieuwe reeksgenoot Levante UD, waar hij een contract van vier jaar tekende.  Het eerste seizoen 2017-2018 speelde hij drieëntwintig wedstrijden en het seizoen 2018-2019 zestien wedstrijden.  Het derde seizoen 2019-2020 werd hij uitgeleend aan Rayo Vallecano, een ploeg uit de Segunda División.  Op 29 september 2020 werd zijn lopende contract ontbonden.
Een dag later tekende hij een tweejarig contract bij Girona FC, een ploeg uit de Segunda División.  Met deze ploeg zou hij zich plaatsen voor de eindronde, maar in de finale werd de Catalaanse ploeg verslagen door zijn werkgever van het voorgaande seizoen, Rayo Vallecano.  Op 3 juli 2021 werd zijn contract ontbroken.
Op 7 juli 2021 tekende hij een contract bij reeksgenoot FC Cartagena.  Op de eerste speeldag van de nieuwe competitie, tijdens de met 1-3 verloren wedstrijd tegen UD Almería, zette hij zijn debuut verf bij met een mooi doelpunt.  Na de tweede wedstrijd tegen SD Huesca bleek de speler een kwetsuur te hebben opgelopen.  Dit hield hem de volgende vier wedstrijden van het veld.  Net toen hij opnieuw begon te trainen, kwetste hij zich op 22 september opnieuw en was hij opnieuw vier weken onbeschikbaar.  Hij viel voor de eerste maal in op 16 oktober tijdens het 2-2 gelijkspel tegen SD Amorebieta.  Mede door deze blessures kon de speler nooit overtuigen, en daarom werd in wederkerige toestemming het contract ontbonden.
Enkele dagen later tekende hij voor Volos NFC, een ploeg uit de  Griekse Super.  De speler werd onmiddellijk een basisspeler bij een ploeg die aan de top van de competitie speelde.

## Interlandcarrière
Luna kwam uit voor verschillende Spaanse nationale jeugdelftallen. Hij speelde onder meer vijf wedstrijden voor Spanje –20.

## Erelijst
| Copa del Rey | 1x | 2009/10 |